# Pierre Kauthen

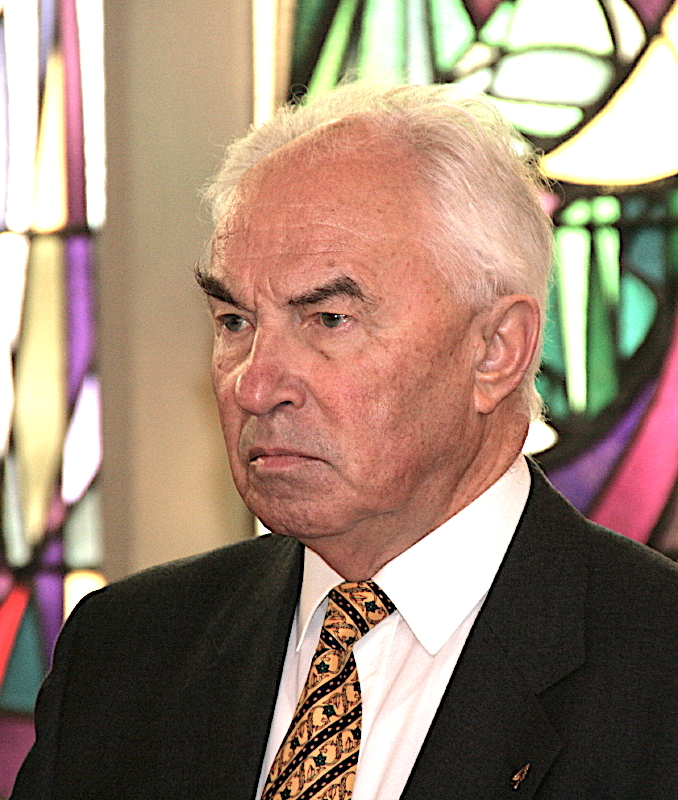
Pierre Kauthen

Pierre Kauthen (* 30. Juli 1936 in Differdange, Luxemburg) ist ein Luxemburger Gymnasiallehrer i. R., Gemeindepolitiker und Historiker.

## Leben
Pierre Kauthen hat von 1961 bis 1996 als Lehrer am klassischen Gymnasium in Echternach (Lycée Classique d'Echternach) gewirkt, wo er Französisch, Latein und Altgriechisch unterrichtete. Von 1980 bis 1984 war er Beigeordneter Direktor der Schule.
Von 1976 bis 1996 gehörte Pierre Kauthen dem Stadtrat der Stadt Echternach an und von 1982 bis 1997 war er Erster Beigeordneter (in Luxemburg Erster Schöffe genannt).
Pierre Kauthens Verdienste um die Förderung der französischen Sprache und Kultur – als Lehrer und als langjähriger Präsident der Echternacher Sektion der Amitiés françaises (1967–1997) – wurden 1978 vom französischen Staat mit seiner Ernennung zum Chevalier im Ordre des Palmes académiques gewürdigt.
Pierre Kauthen war von 1989 bis 2014 Präsident des Echternacher Willibrordus-Bauvereins. In dieser Eigenschaft war er von 2002 bis 2009 Koordinator in der Arbeitsgruppe, die das Bewerbungsdossier für die Aufnahme der Echternacher Springprozession in die Liste des immateriellen kulturellen Kulturerbes der UNESCO ausgearbeitet hatte. Diese Bewerbung wurde im November 2010 angenommen.
Pierre Kauthen hat eine Reihe von Studien und Artikeln mit den Schwerpunkten Echternacher Springprozession, Willibrorduskult und Echternacher Lokalgeschichte publiziert. Verschiedene in Latein verfasste Chroniken aus der Abtei bzw. der Pfarrei Echternach hat er ins Französische oder ins Deutsche übersetzt.

## Veröffentlichungen (Auswahl)

### Bücher
- Oswald Keess: La retraite honorable et religieuse, traduit et commenté par Pierre Kauthen et Pol Schiltz, Archives nationales de Luxembourg, Luxembourg 2008, 264 p.
- Ephemeriden des Placidus Eringer, Übersetzung und Kommentar von Pol Schiltz und Pierre Kauthen. Archives nationales de Luxembourg, Luxembourg 2009, 240 p.[1]
- Oswald Keess: Collectarium Documentorum atque Memorabilium Parochialis Ecclesiae Sanctorum Petri et Pauli in Epternaco, übersetzt und übertragen von Pierre Kauthen. Ed. Willibrordus-Bauverein, Echternach 2012, 181 p.
- 150 Jahre Willibrordus-Bauverein Echternach 1862–2012. Ed. Willibrordus-Bauverein, Echternach 2012, 236 p.
- Saint Willibrord, Une vie exemplaire. Ed. Œuvre Saint-Willibrord, Echternach 2014, 51 p.
- Lettres de l'abbé Jean Bertels à son cellérier Jean de Luxembourg. Traduction : Pierre Kauthen. Notes et commentaires de Pol Schiltz. Sources epternaciennes, vol. 2. Ed. Œuvre Saint-Willibrord, Trier 2016, 115 p.
- St. Willibrord, The Model of a Saint, translated by Michel Summer. Ed. Willibrordus-Bauverein, Echternach 2020, 51 p.
- Pilipp Becker, OSB (18. Jahrhundert): Geschichte der Abtei Echternach. Aus dem Lateinischen übersetzt. Übersetzung und Kommentar: Pierre Kauthen und Pol Schiltz. Trier 2021, S. 1–268. In: Pilipp Becker, OSB (18. Jahrhundert), Geschichte der Abtei Echternach. Aus dem Lateinischen übersetzt. Verlag für Geschichte und Kultur, Trier 2021, XIV, 268 S. (Publikationen aus dem Stadtarchiv Trier, Bd. 6 / Echternacher Schriftquellen – Sources epternaciennes, vol. 4).

### Artikel
- La procession dansante d'Echternach et ses descriptions au 19e siècle. In: Hémecht 1979 (3), p. 405–438. PDF
- La procession dansante dans la 1ère moitié du 20e siècle. In: Willibrord, Apostel der Niederlande, Gründer der Abtei Echternach, herausgegeben von Georges Kiesel und Jean Schroeder. Luxemburg 1989, S. 251–263.
- La procession dansante dans la deuxième moitié du XXe  siècle. In: Hémecht 2004 (2), p. 153–169. PDF
- Du Collège au Lycée classique d'Echternach (1803–1991). In: Festschrëft 150 Joer Iechternacher Kolléisch 1841–1991, Luxembourg 1992, p. 45–169.
- Johannes Bertels, Echternach, Kapitel aus der Historia Luxemburgensis, übersetzt von Pierre Kauthen. In: Analecta Epternacensia, Beiträge zur Bibliothekgeschichte der Abtei Echternach. Bibliothèque nationale de Luxembourg, Stadtbibliothek Trier, Luxemburg 2000, S. 101–173.
- La vénération des Rois mages à Echternach. In: Hémecht 2009 (4), p. 495–511. PDF
- Vom Fraubillenkreuz zum Grab des hl. Willibrord. Der freudige Weg vom Heidentum zum Christentum. In: Hémecht 2011 (1), p. 5–19. PDF
- Le patrimoine culturel immatériel à l'exemple de la Procession dansante d'Echternach. In: Nos Cahiers 2014 (2), p. 119–128.
- Echternach und die Springprozession. In: M. Klöcker, U. Tworuschka (Hrsg.): Handbuch der Religionen, Bd. 3. Olzog, München 2012, I-23.4, S. 1–14.